# August von Kospoth
August Graf von Kospoth (* 1. März 1864 in Kritschen, Niederschlesien; † 23. April 1917 in Obernigk) war ein preußischer Landrat.

## Leben
Graf Kospoth war der älteste Sohn von Karl August Graf von Kospoth. Er studierte Rechtswissenschaft an der Ruprecht-Karls-Universität Heidelberg und der Georg-August-Universität Göttingen. Er wurde Mitglied der Corps Saxo-Borussia (1883) und Saxonia Göttingen (1885). Von 1896 bis 1914 war er Landrat des Kreises Oels in Schlesien.
August von Kospoth war verheiratet mit Gisela von Reinersdorff-Paczensky und Tenczin (1876–1948). Die Söhne Karl August (1898–1917), Erich (1900–1968) und die Tochter Marie-Agnes (1903–1994) entstammen dieser Ehe.
Seine Laufbahn in der Preußischen Armee beendete er als Rittmeister d. R. Er starb kurz nach seinem 53. Geburtstag.